# Biserica de lemn din Băla

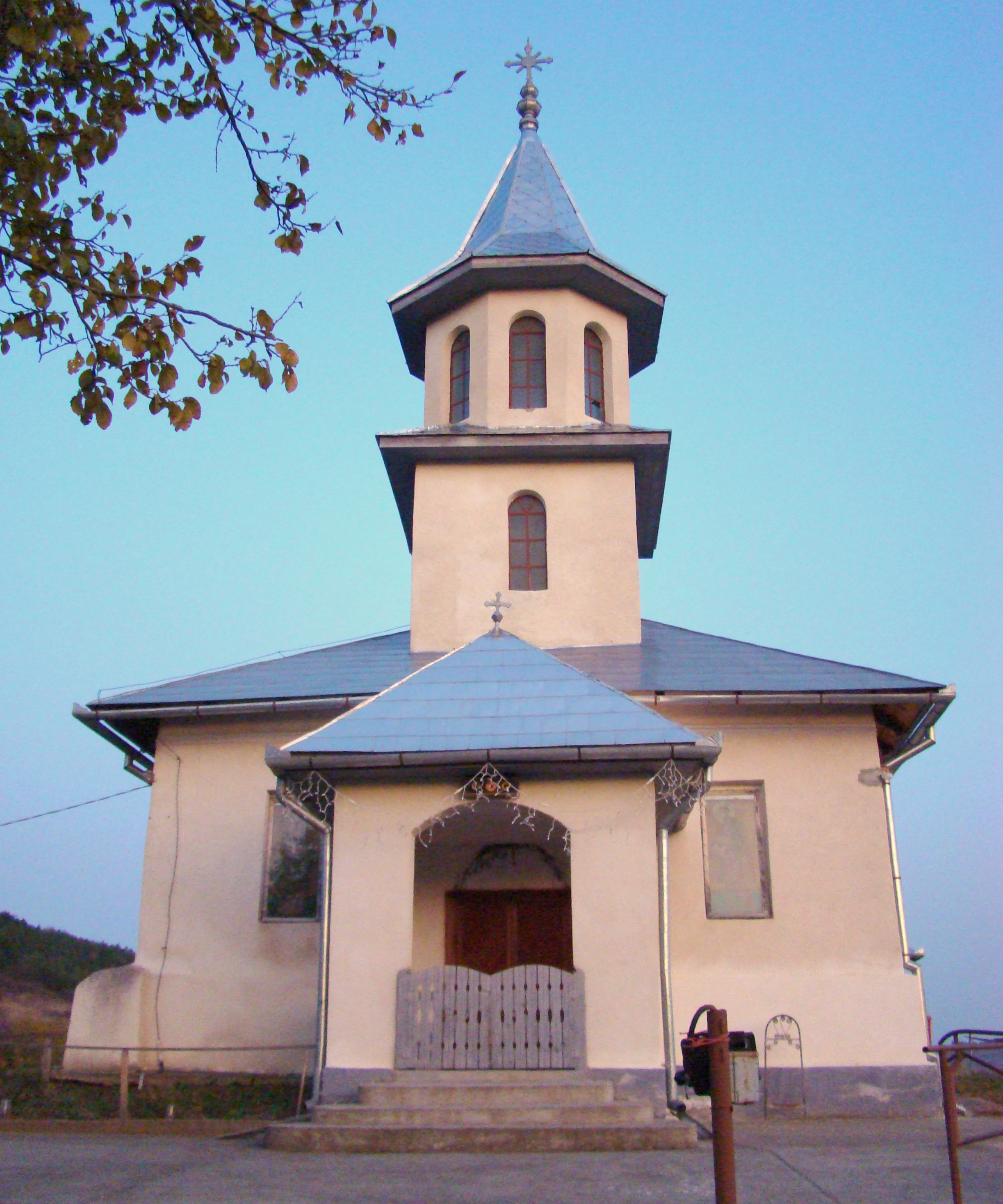
Biserica de lemn „Sfinţii Arhangheli” din Băla, comuna Băla, județul Mureș, foto: octombrie 2009.

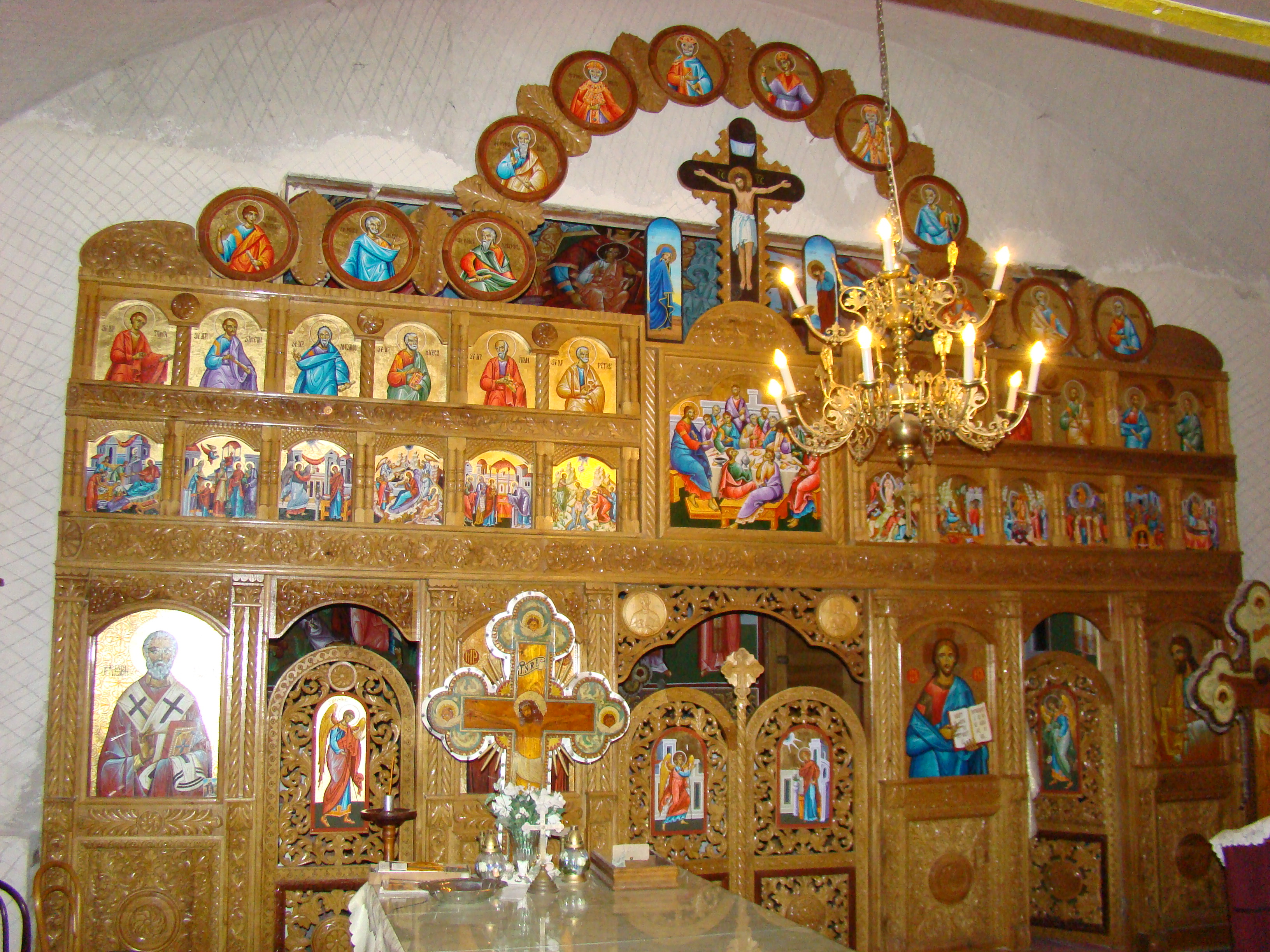
Iconostasul

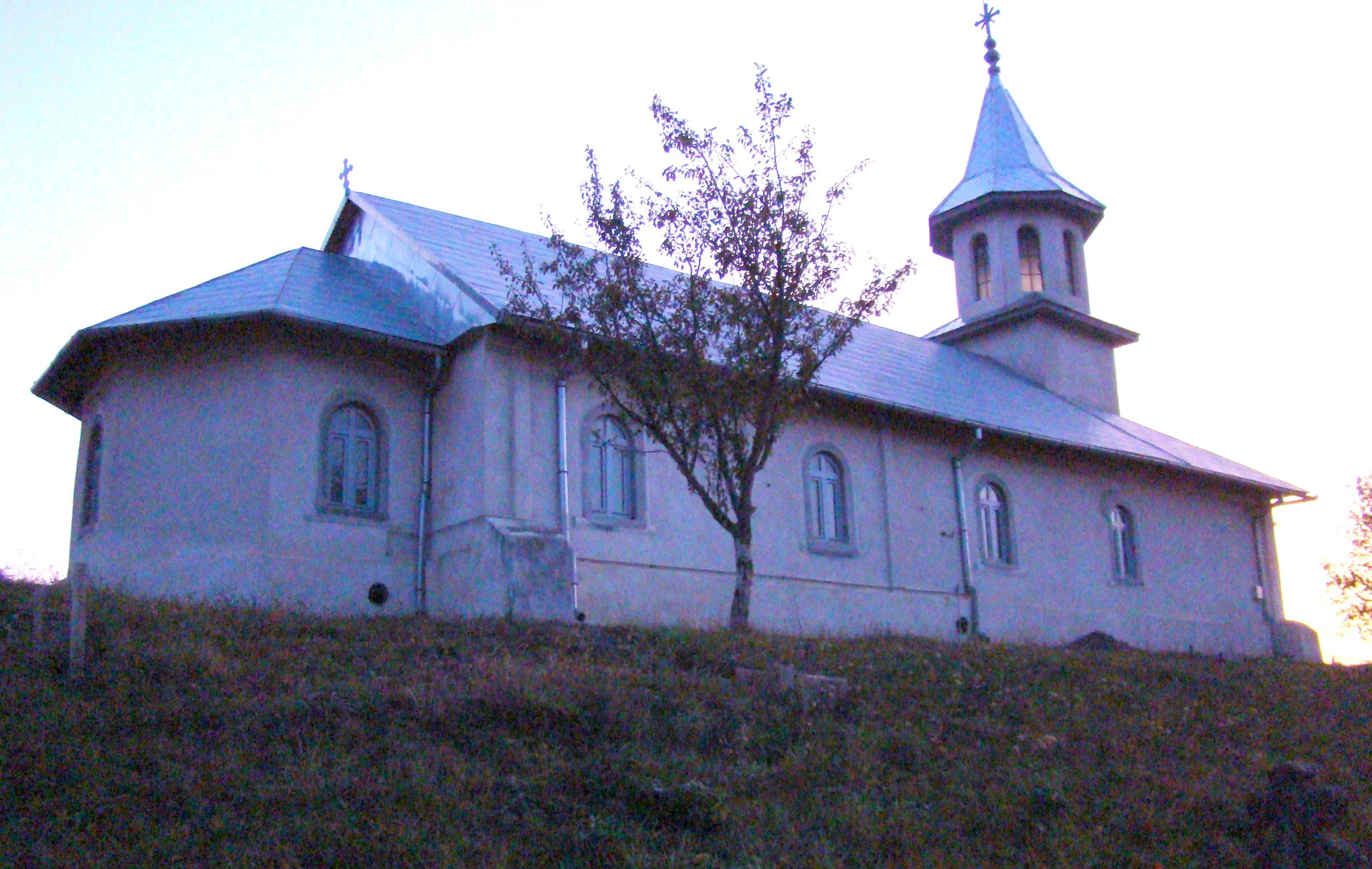
Biserica (sud-est)

Biserica de lemn din Băla, comuna Băla, județul Mureș a fost construită în anul 1883. Lăcașul are hramul „Sfinții Arhangheli” și nu figurează pe noua listă a monumentelor istorice.

## Istoric și trăsături
Localitatea Băla, este atestată documentar la 1327 sub notația „poss. Bala”, iar într-un act datat din 1497, așezarea e pomenită ca limită de hotar. În Conscripția lui Inocențiu Micu Klein din 1733, localitatea apare cu 300 de suflete. La acea dată, satul avea biserică și două case parohiale, dotația fiind de 8 jugăre arător și un cositor de 8 care de fân. Preoți erau trei: Popa Gligore, Popa Chirilă și Popa Ioan. La anul 1900, populația satului era de 1130 de locuitori, dintre care 1005 români, 30 evrei și 100 maghiari, pentru ca la 1945 numărul locuitorilor să se ridice la 1846, dintre care 1798 români și restul maghiari. Locuitorii comunei au fost iobagi pe moșiile grofilor din Toldal și Gornești, Toldalagy și Teleky. 
Biserica parohială din comuna Băla, județul Mureș, este construită din anul 1883, în locul celei dispărute anterior anului 1698, de către arhitectul Gheorghe Donaub din Bistrița, cu contribuția credincioșilor din comuna Băla, fiind adusă de la Teaca, tencuită și modificată.
Iconostasul bisericii s-a efectuat de către cioplitorul Sandu Cotoară din comuna Băla, sub îndrumarea preotului paroh de atunci, fondatorul parohiei Băla, Dănilă Rusu. Biserica s-a zugrăvit pentru prima oară în anul 1888, iunie-august, de către maestrul, zugrav Teodor Tecariu și de maestrul Gheorghe Belingern, ambii din Nicula. Biserica s-a sfințit în anul 1888 sub preotul Rusu Dănilă, de către excelența sa Ioanu Vancea, de la Blaj. Biserica este construită din material lemnos (bârne) cu pământ bătut în pereți, pe fundație de piatră și este acoperită cu tablă zincată din anul 1956, anterior fiind cu șindrilă. Turnul este costruit tot din bârne pe patru stâlpi, pentru susținerea clopotelor, pereții turnului fiind din scânduri din brad bătute vertical. Biserica parohială este amplasată pe artera de intrare în comună pe un mamelon cu înălțime de 15-16 m, calculat de la nivelul drumului comunal. Accesul la biserică se face cu ajutorul unor trepte din beton (construite în anul 1965) pe o înălțime de 20 m de la nivelul drumului, iar în jurul bisericii se află o grădină-cimitir în suprafață de 690 m.p., conform Cărții funciare Reghin, care se continuă cu cimitirul parohial (comunal). Biserica parohială din comuna Băla s-a renovat în primăvara anului 1944, sub preotul Gheorghe Gherghel, fostul paroh, când s-a zugrăvit în interior după forma autentică veche. În anul 1949, s-a văruit în exterior ca și în anul 1956, când s-au reconstruit ferestrele bisericii. Ca obiecte de valoare culturală bisericească, biserica din comuna Băla are o Evanghelie veche cu litere chirilice, tipărită în anul 1763, un Liturghier și un Penticostar, tot cu litere chirilice, tipărit în anul 1796. După preotul Rusu Dănilă, primul paroh titular, au urmat ca preoți slujitori ai bisericii Dr. Vasile Vass, Alexandru Bărbulescu (1892-1910), Protopop onorific Emil Andreșanu (1910-1940), Gheorghe Gherghel (1940-1948), călugărul Toma Gherasimescu, misionar, Dumitru Niculescu, misionar, Victor Runcan, misionar, Gheorghe Antonescu (1951-1954), Aurel Aldea (1954-1964), Gheorghe Stoica (1964-1967), Horga Alexandru (1967-1984). Din anul 1984, a fost numit ca preot paroh în această parohie Miron Constantin, absolvent de facultate de teologie și inginer. Preotul Miron a inițiat ample lucrări de renovare, terminate în anul 2000. El a reparat, în proporție de 85%, Sfânta Biserică, înzestrând-o cu un turn nou și cu pridvor, înlocuindu-i acoperișul, schimbându-i ferestrele, a reparat casa parohială, a împrejmuit cimitirul, a introdus gazul metan (în tot satul) și a redobândit toate terenurile care au aparținut din vechime bisericii. În acest moment biserica se află în plin proces de pictare, lucrare efectuată de pictorul Emil Dunăre din Sărmașu. Lucrarea va fi finalizată în trei ani: în 2009 a fost pictat sfântul altar, anul viitor va fi pictată cupola, iar în ultimul an pereții.

## Galerie de imagini

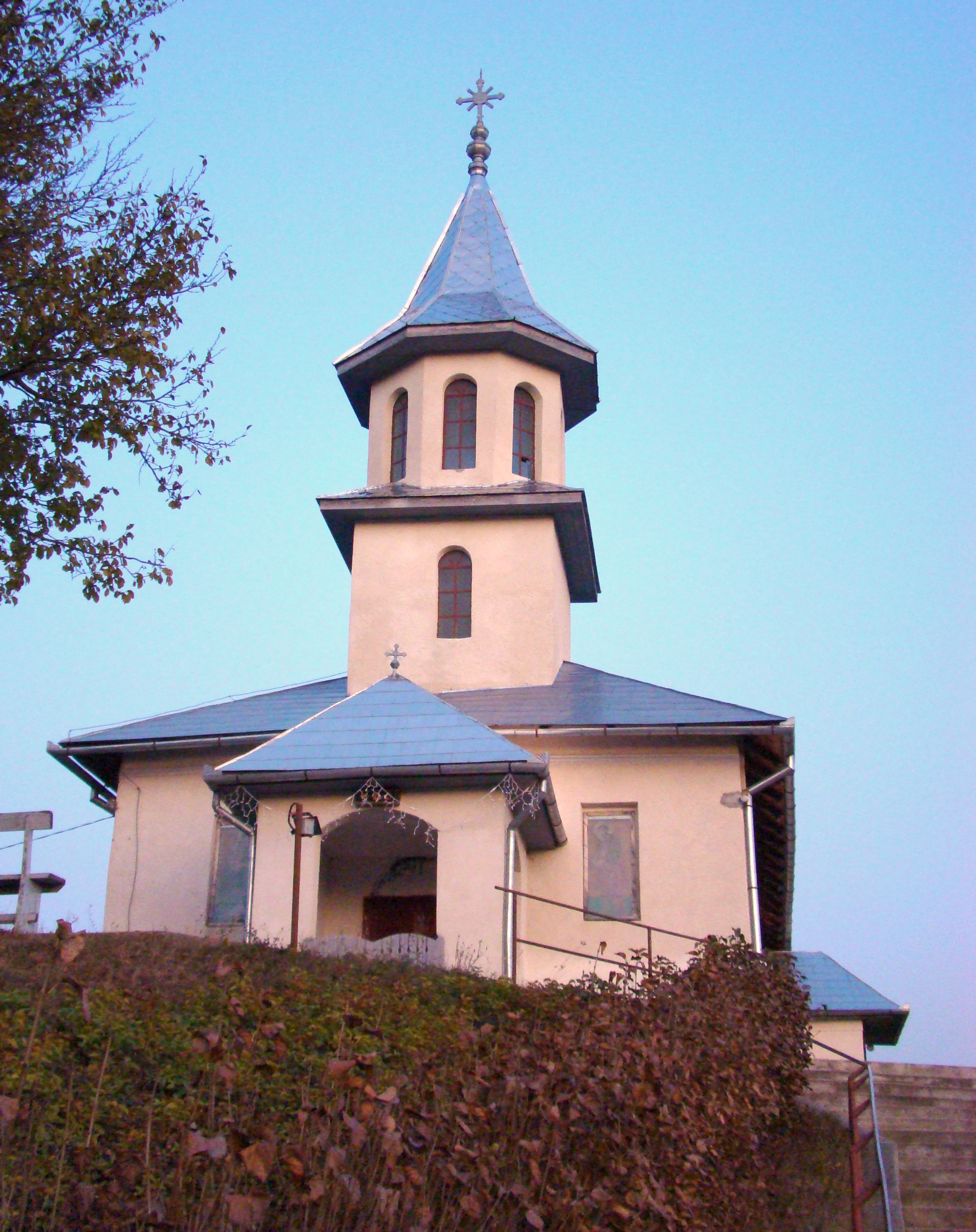
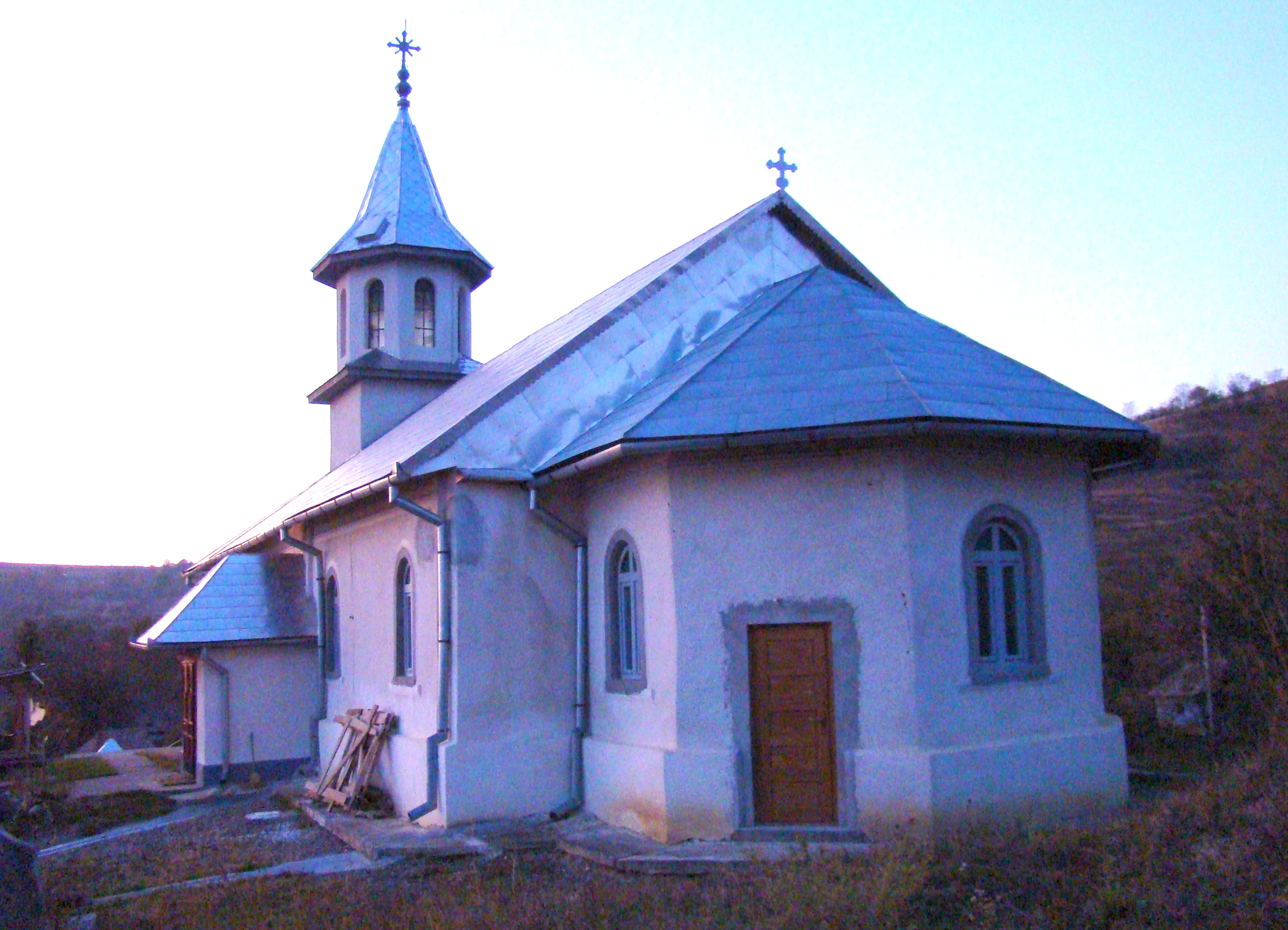
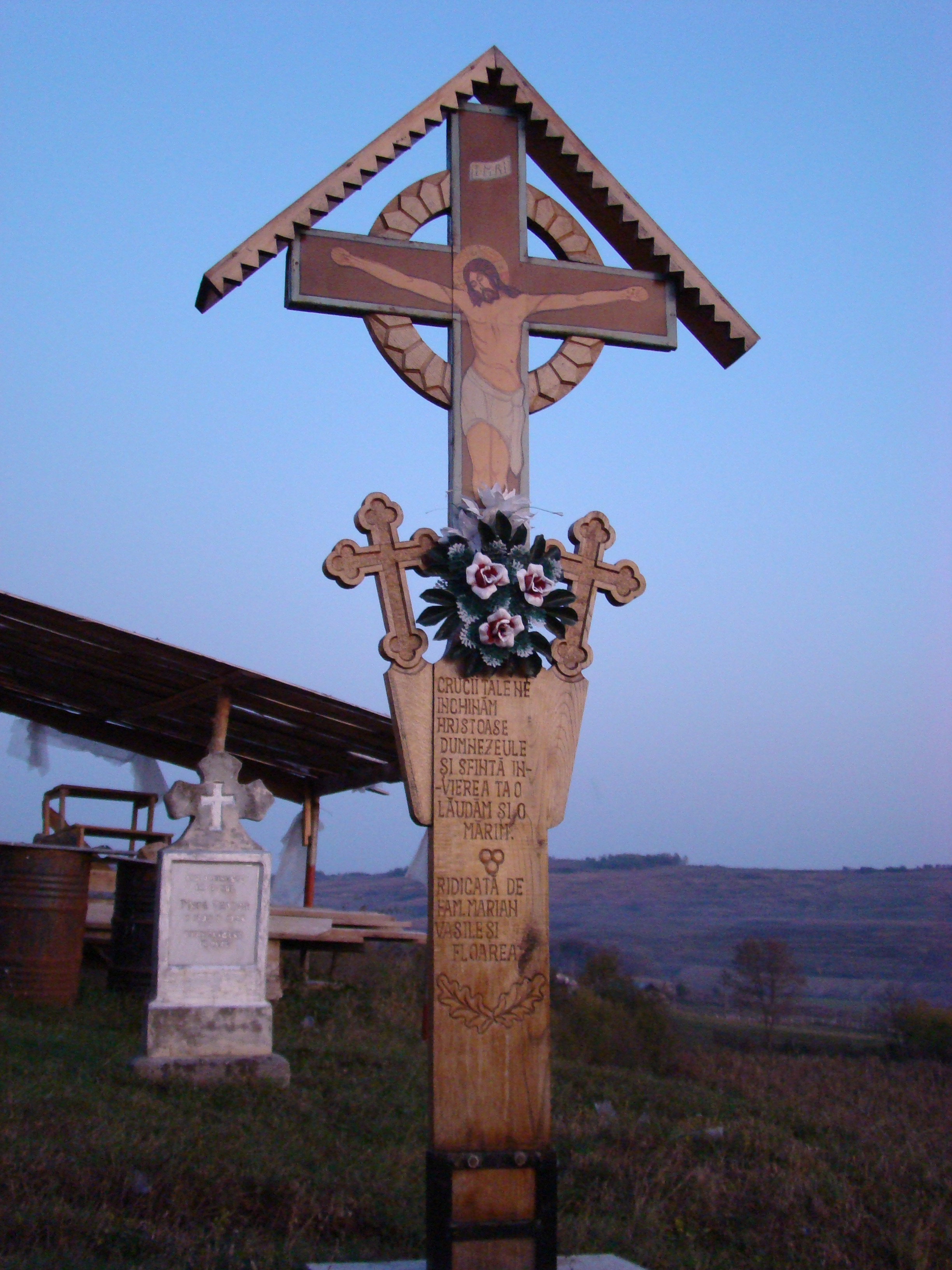
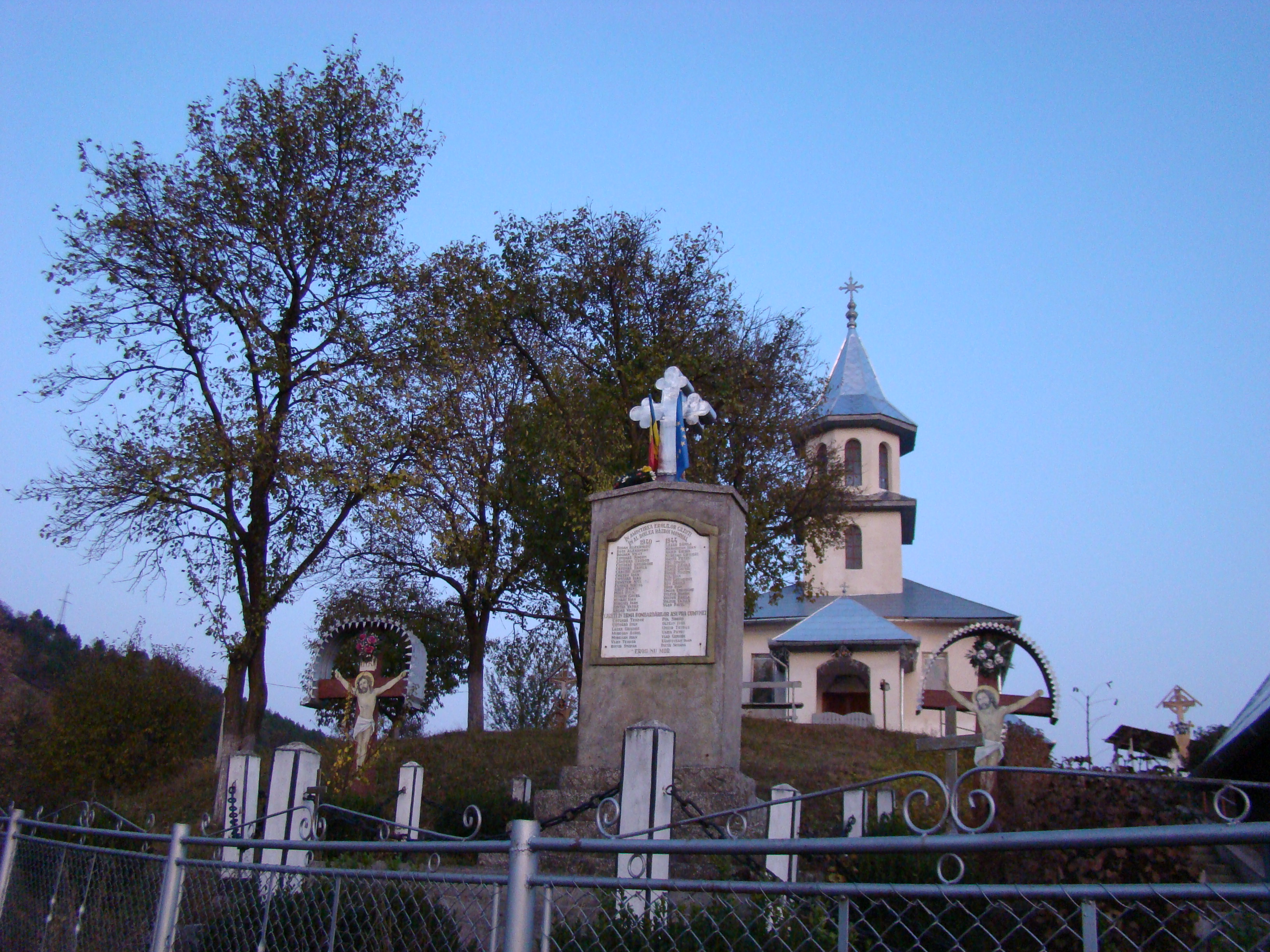
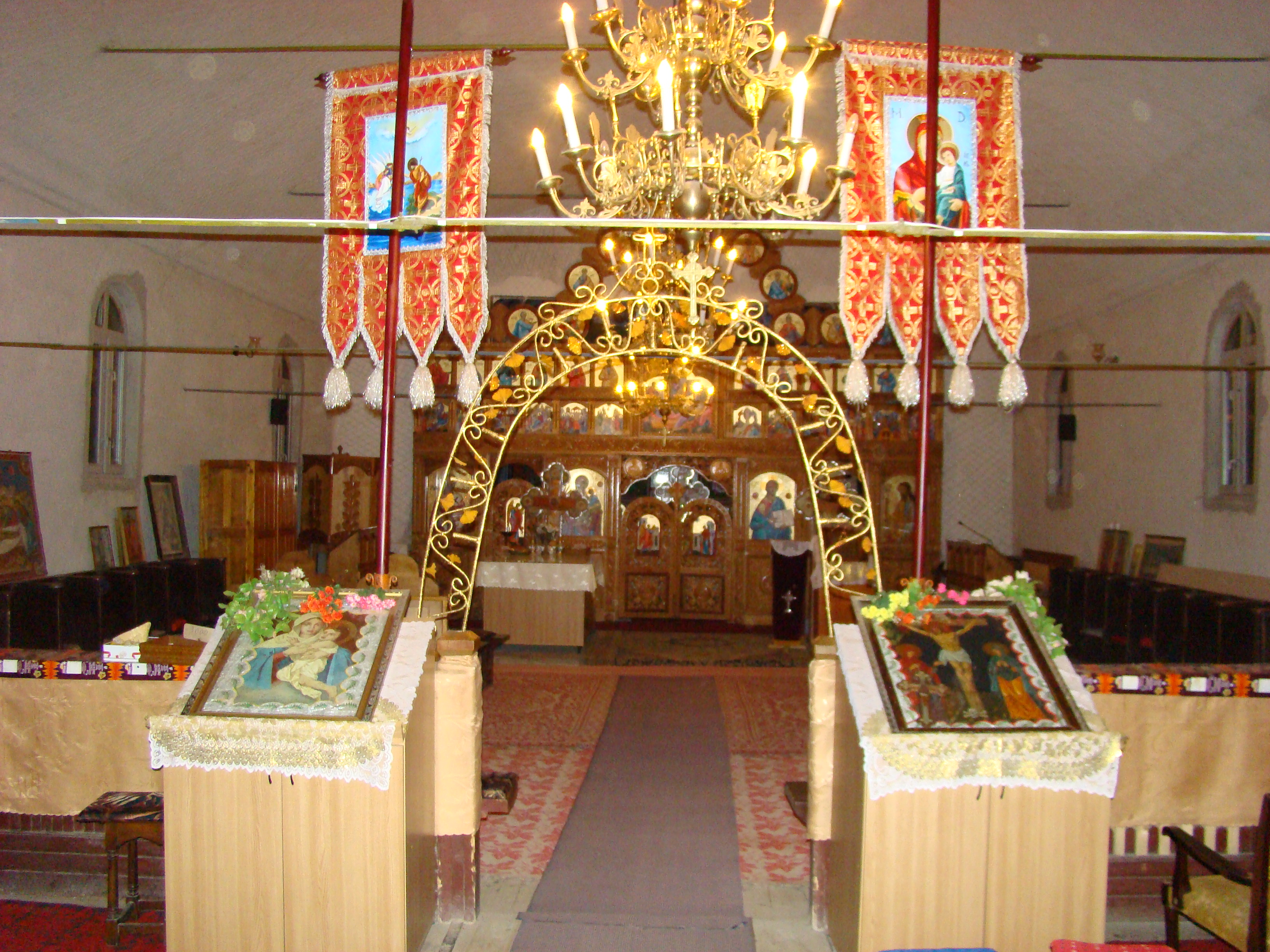
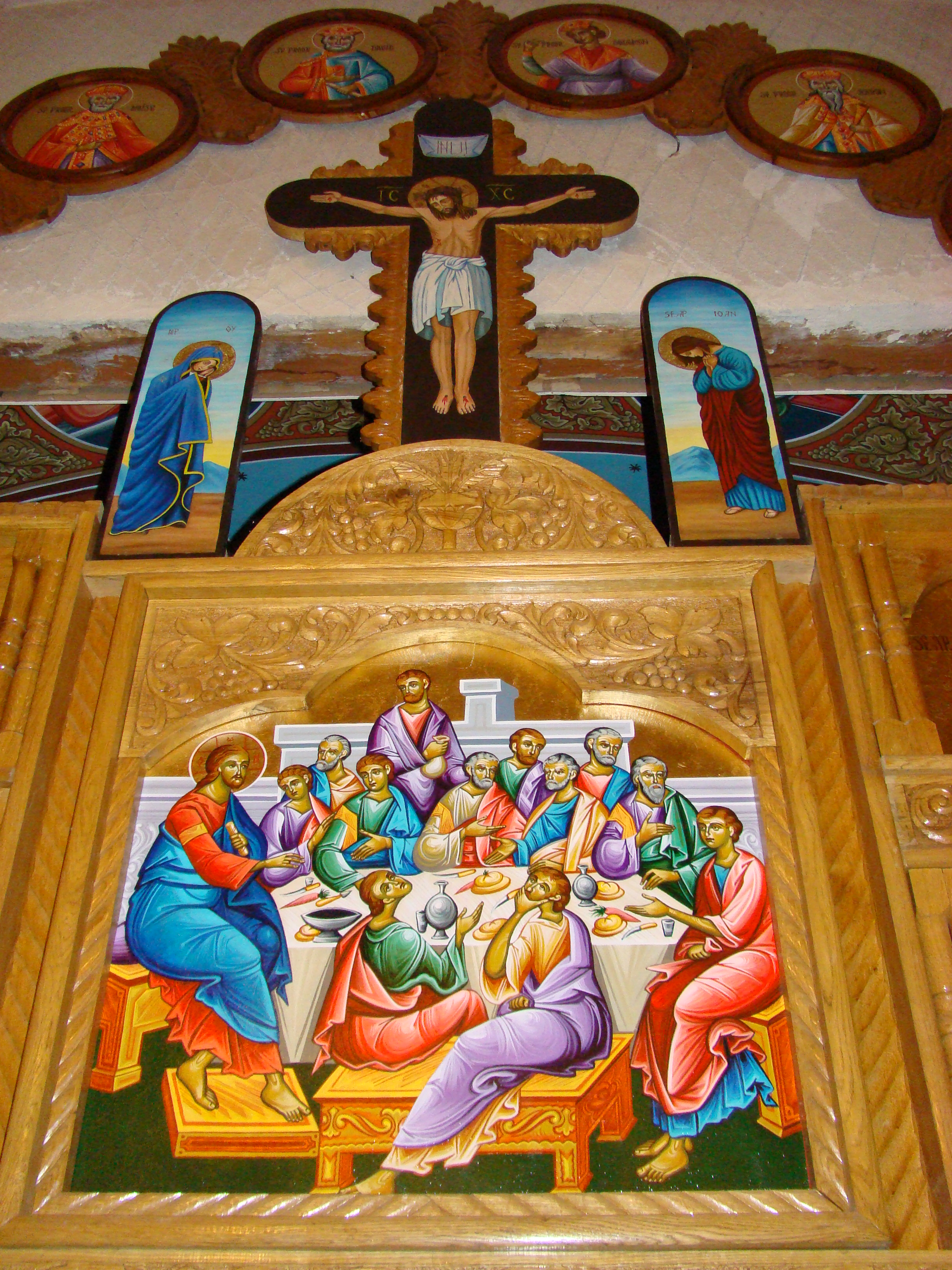
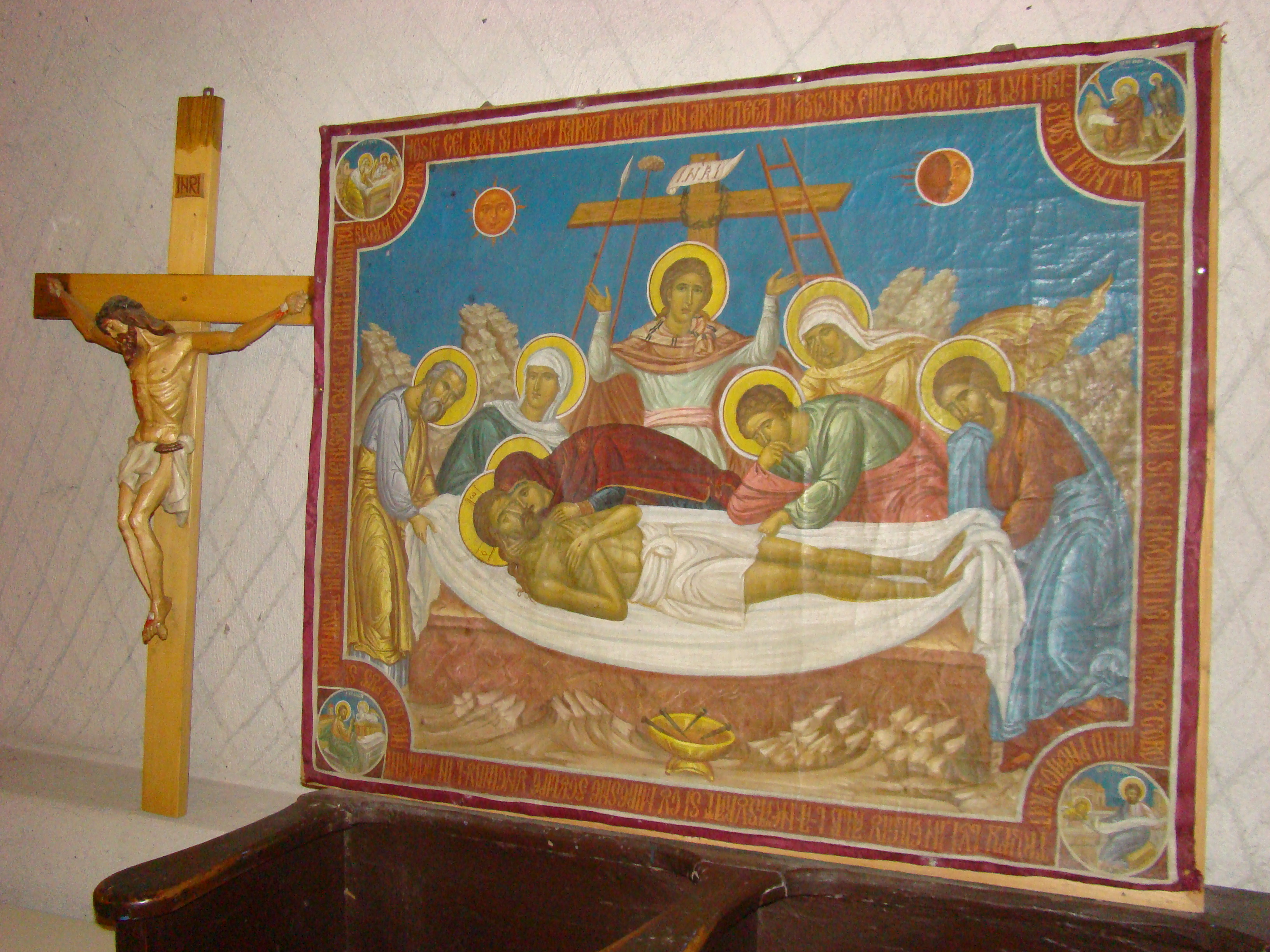
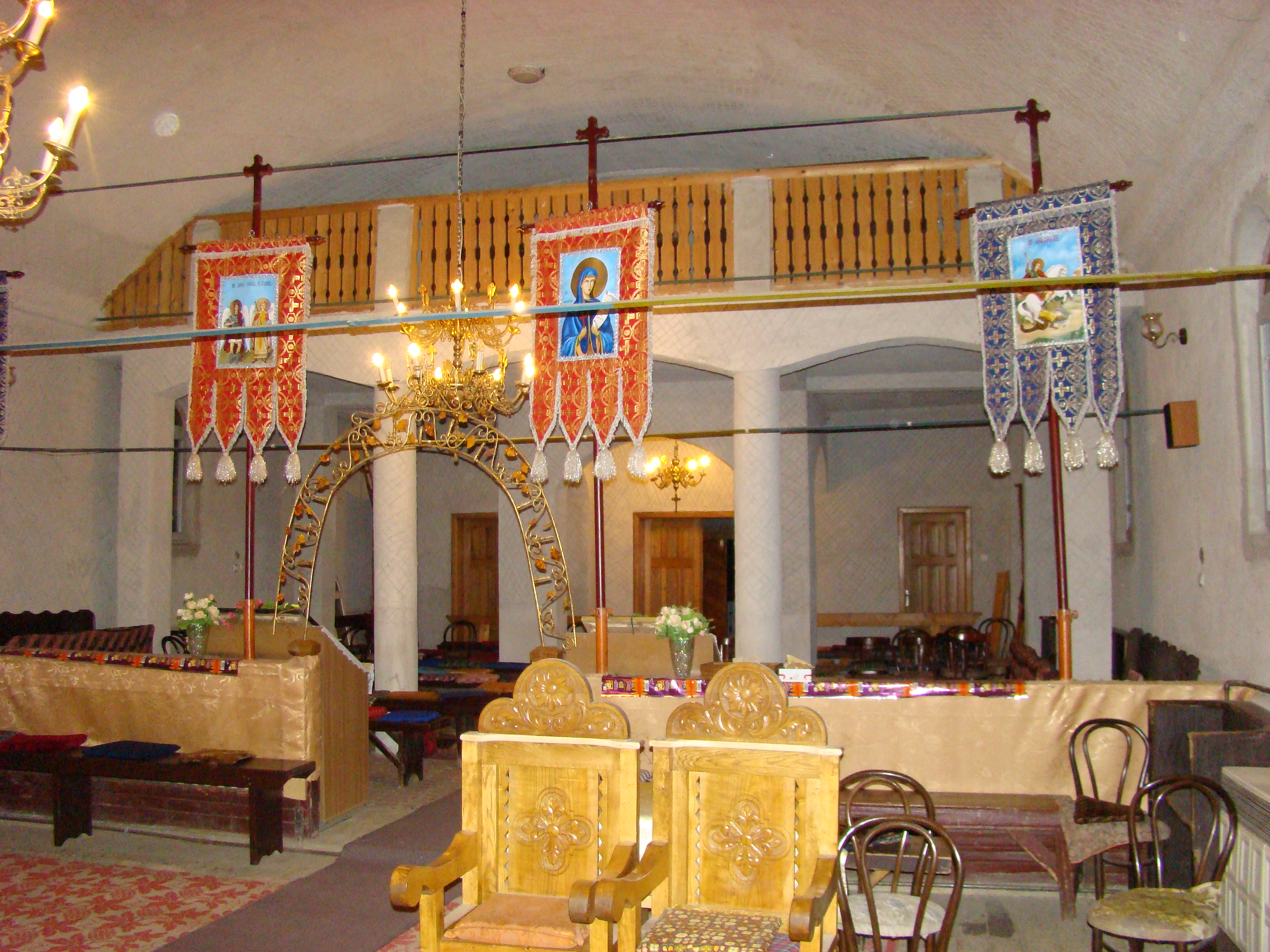
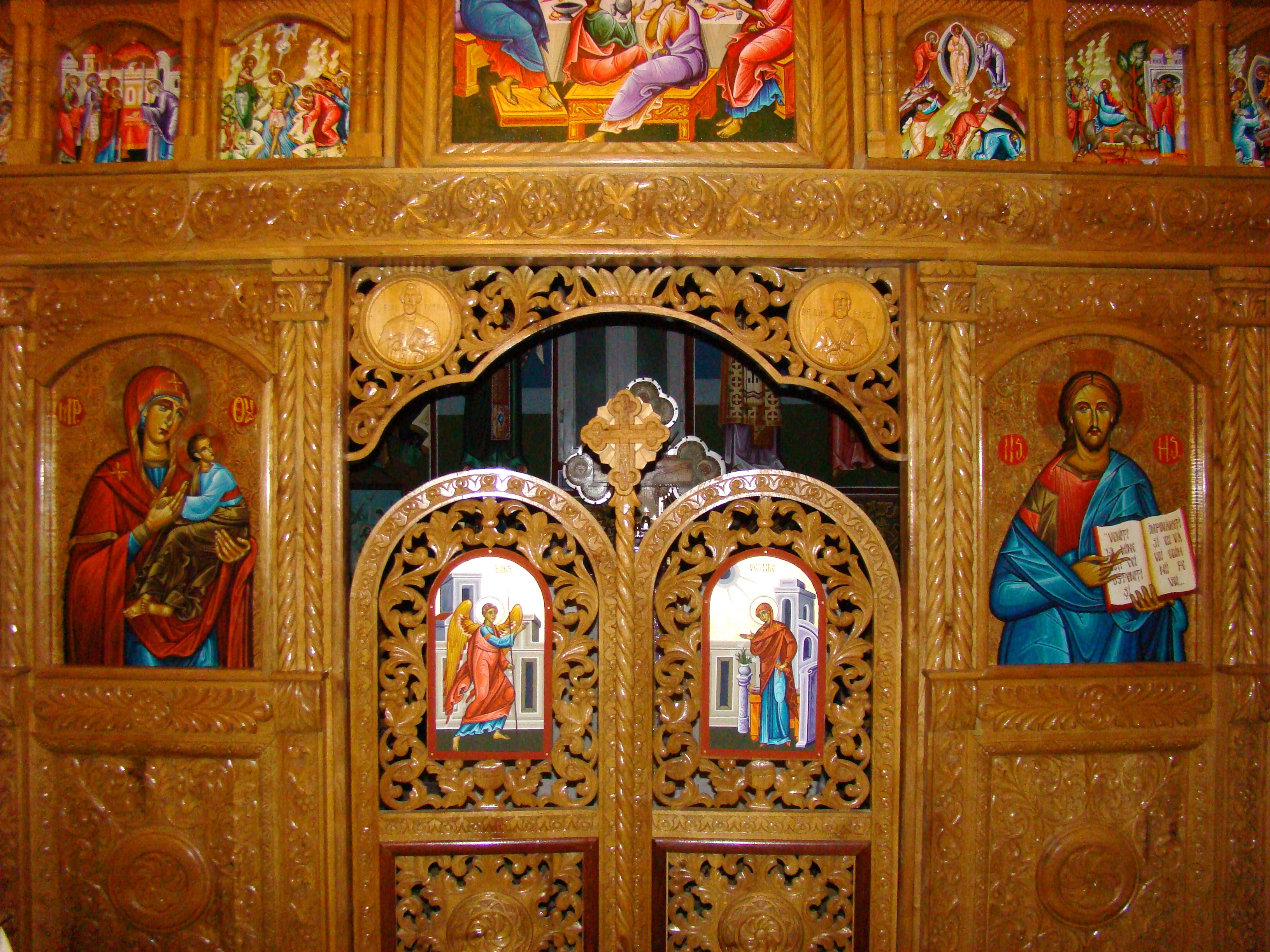
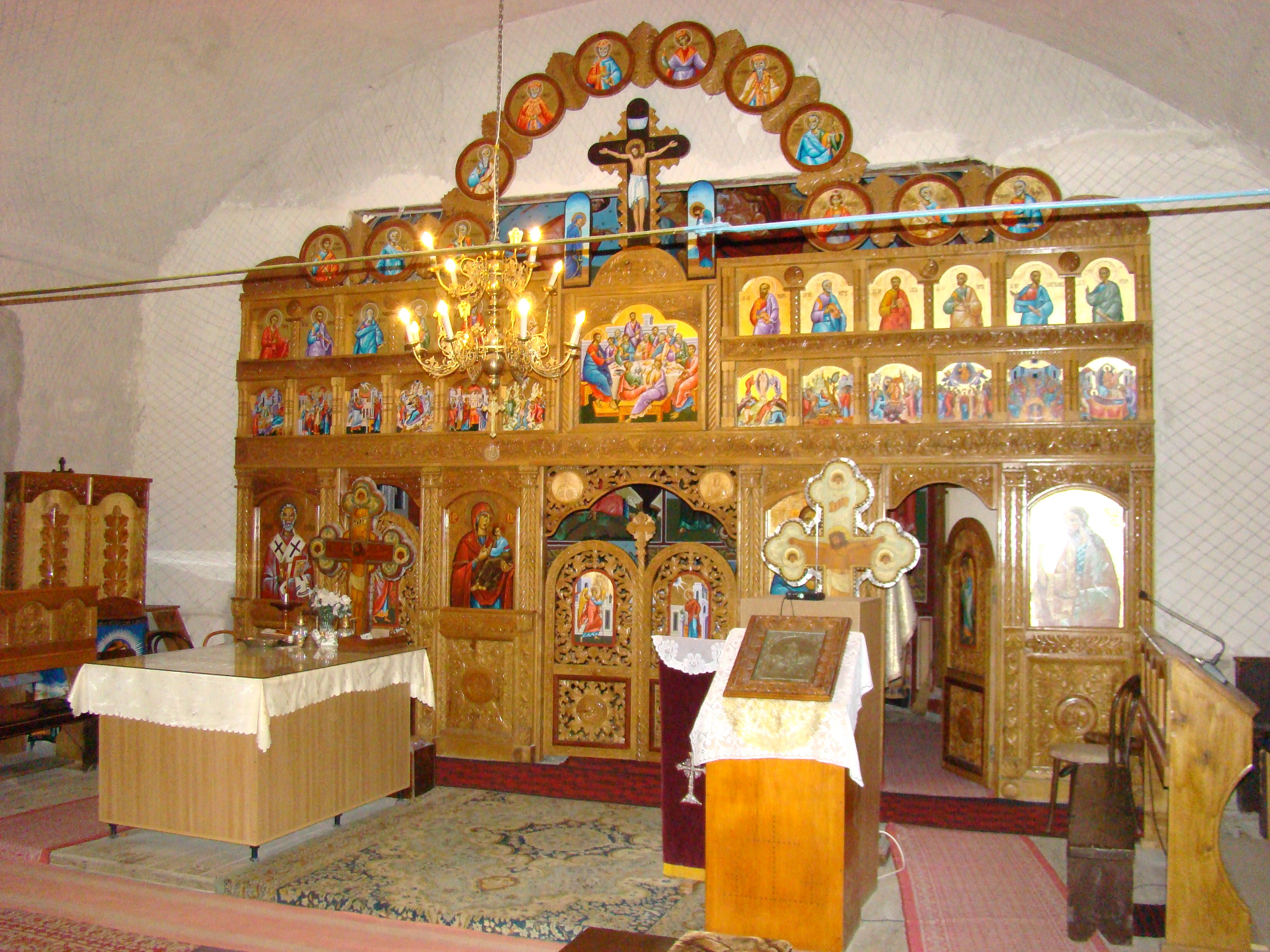
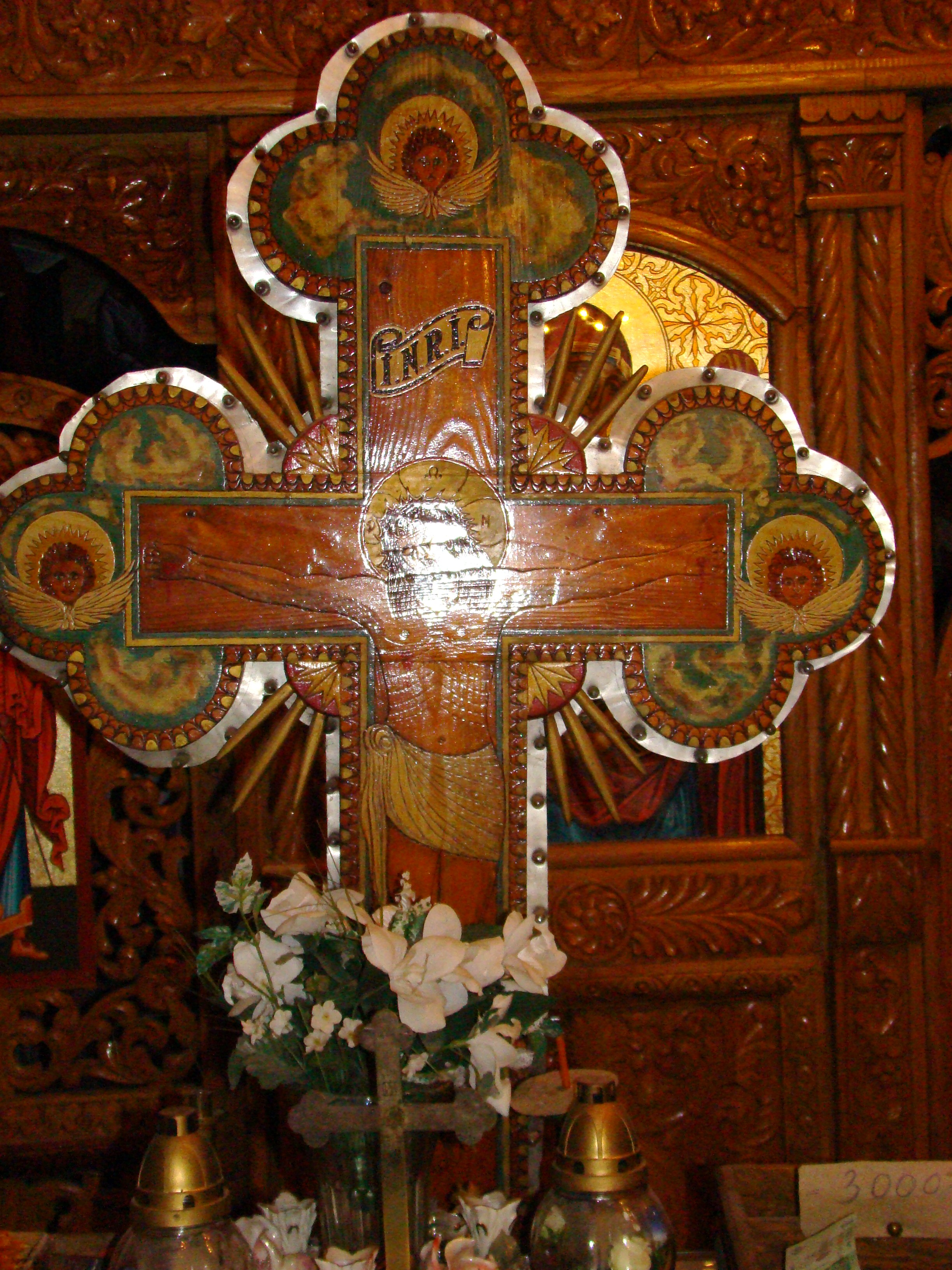
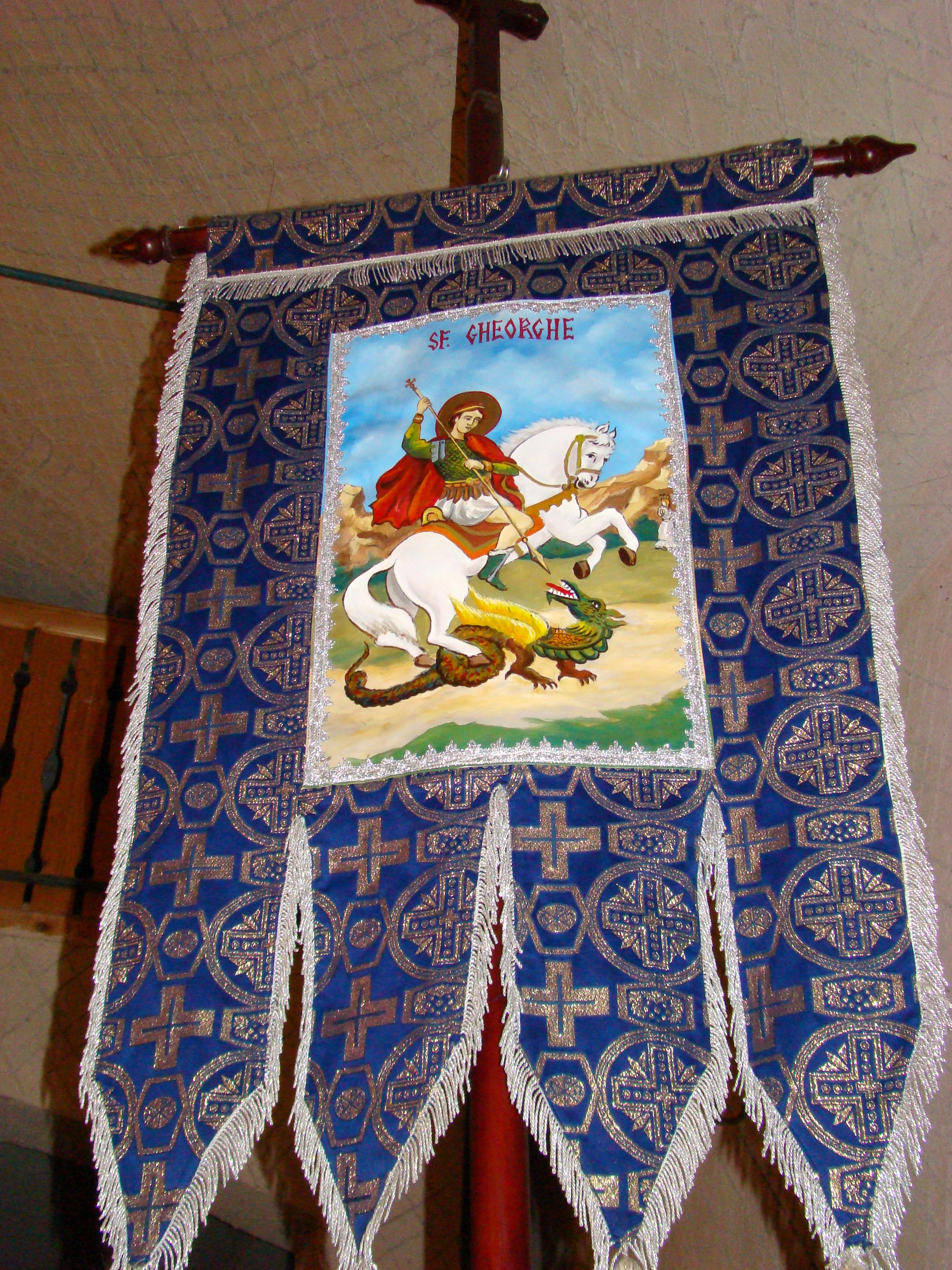
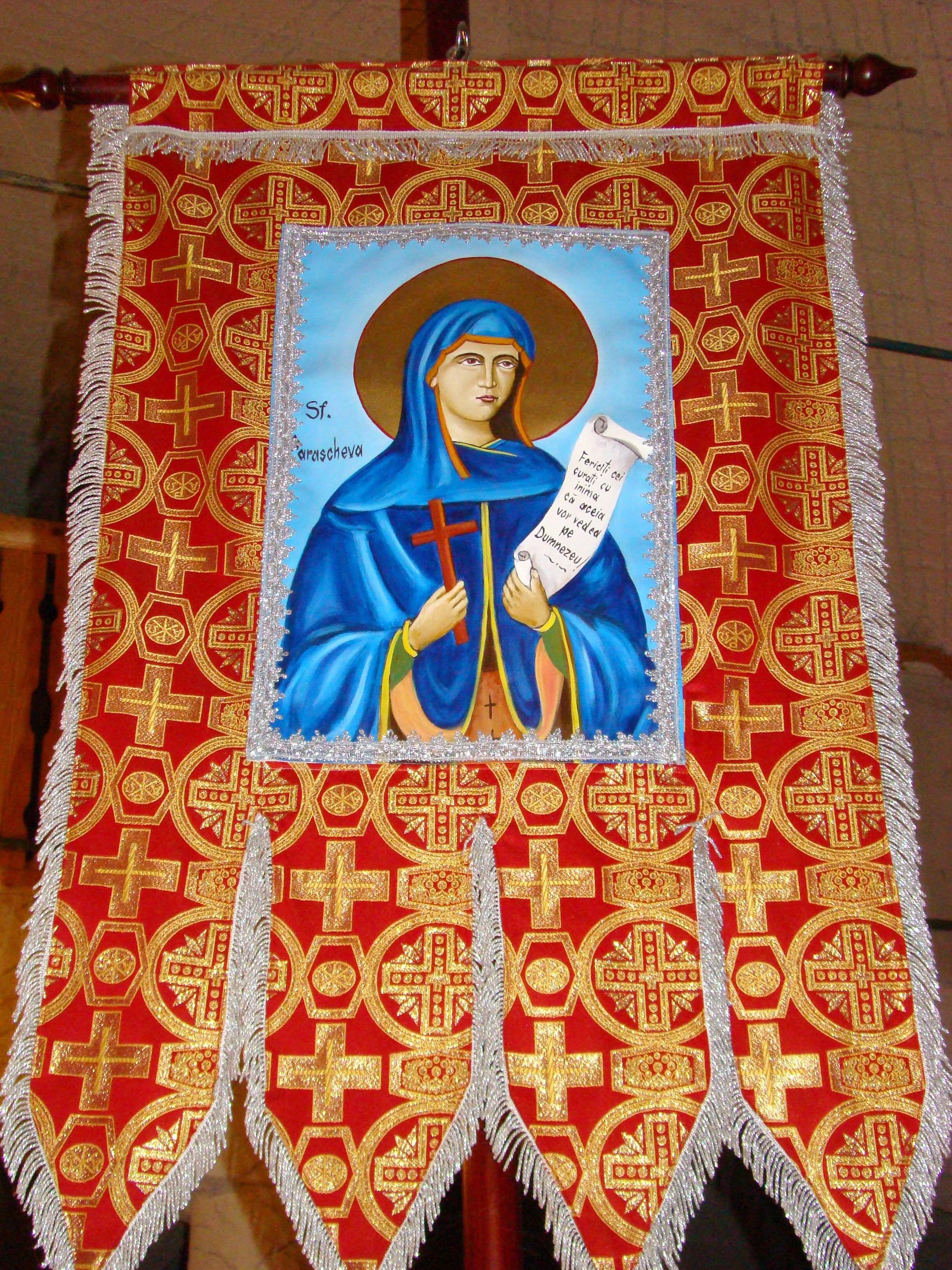
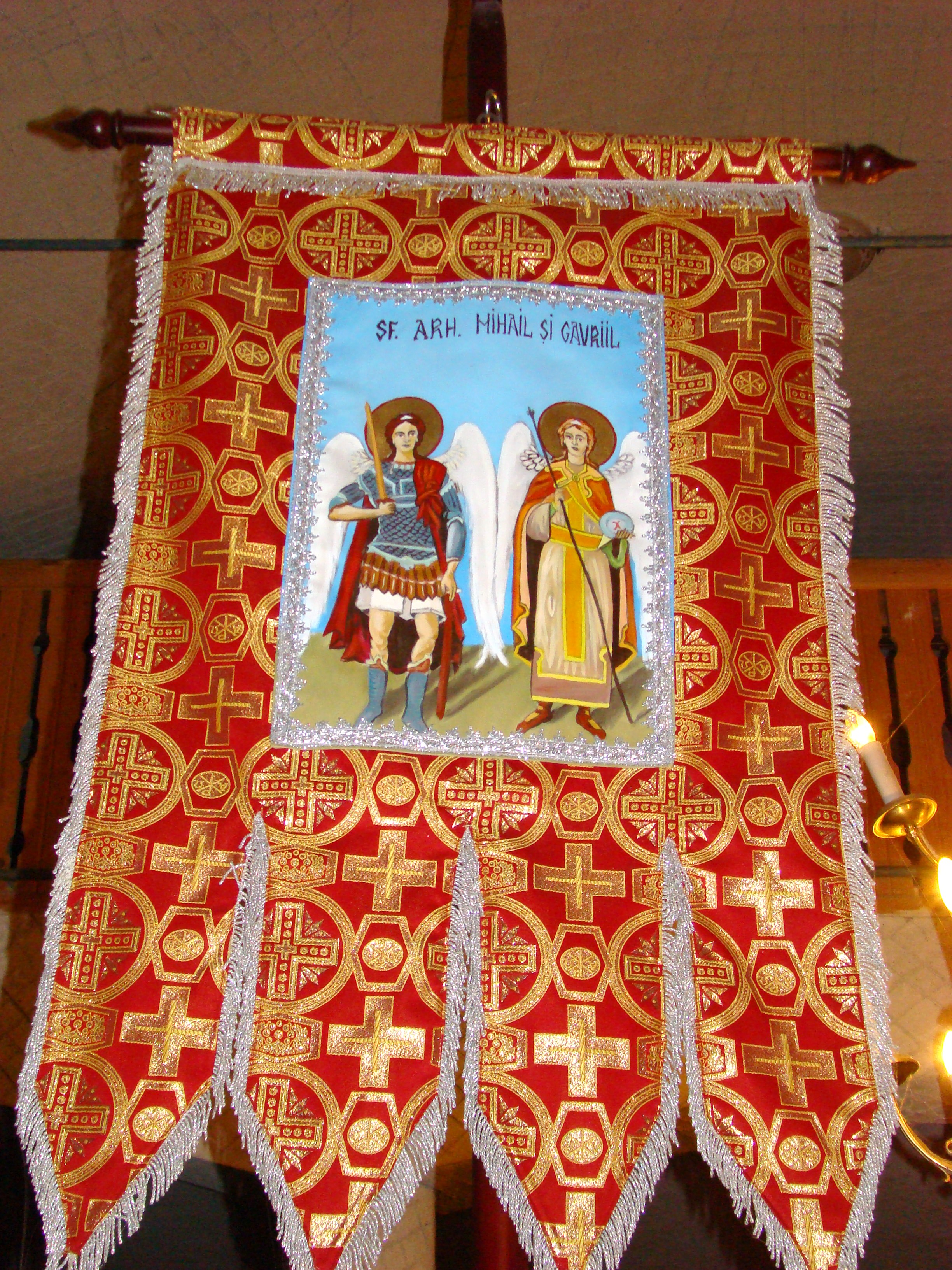
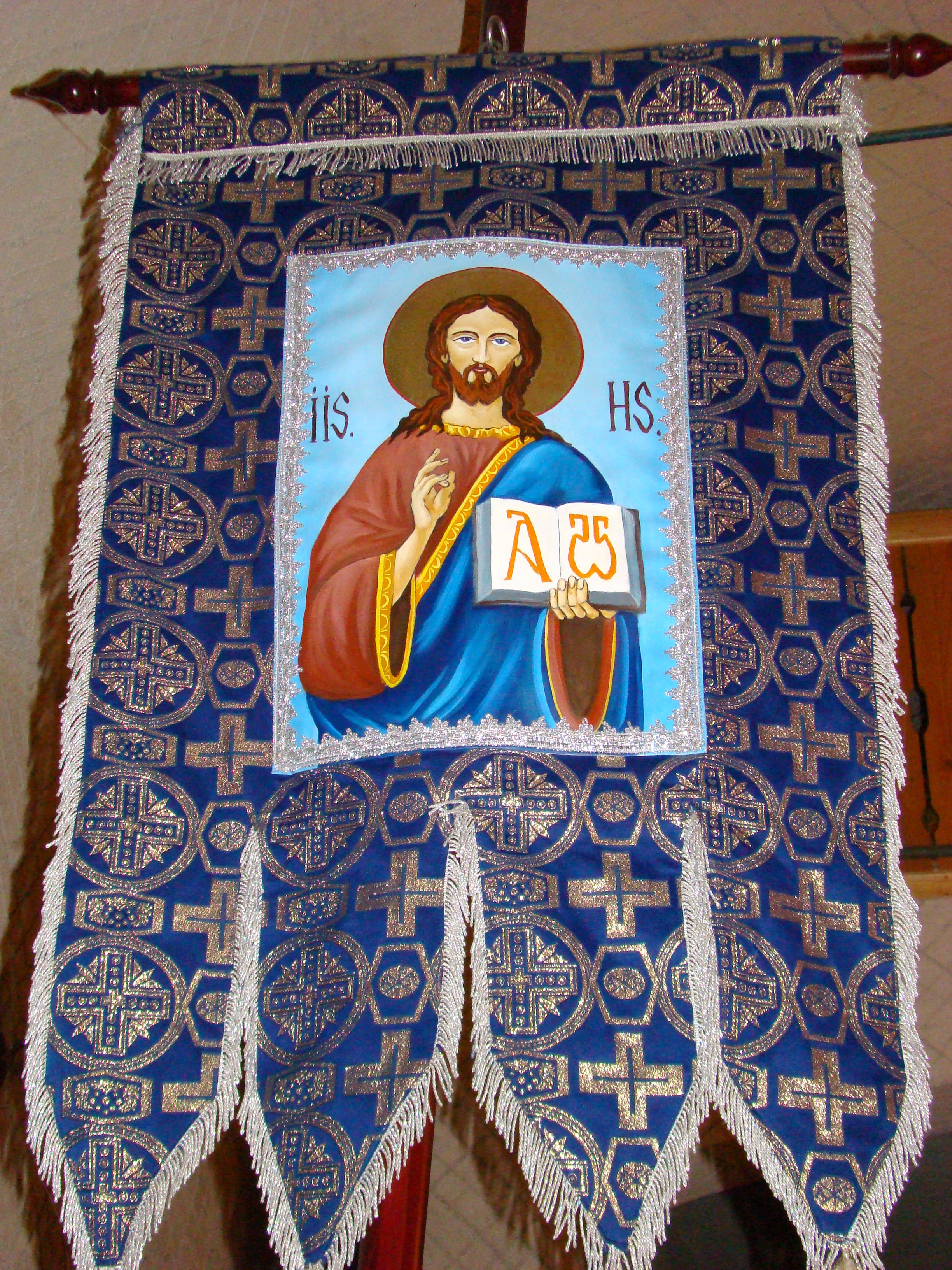
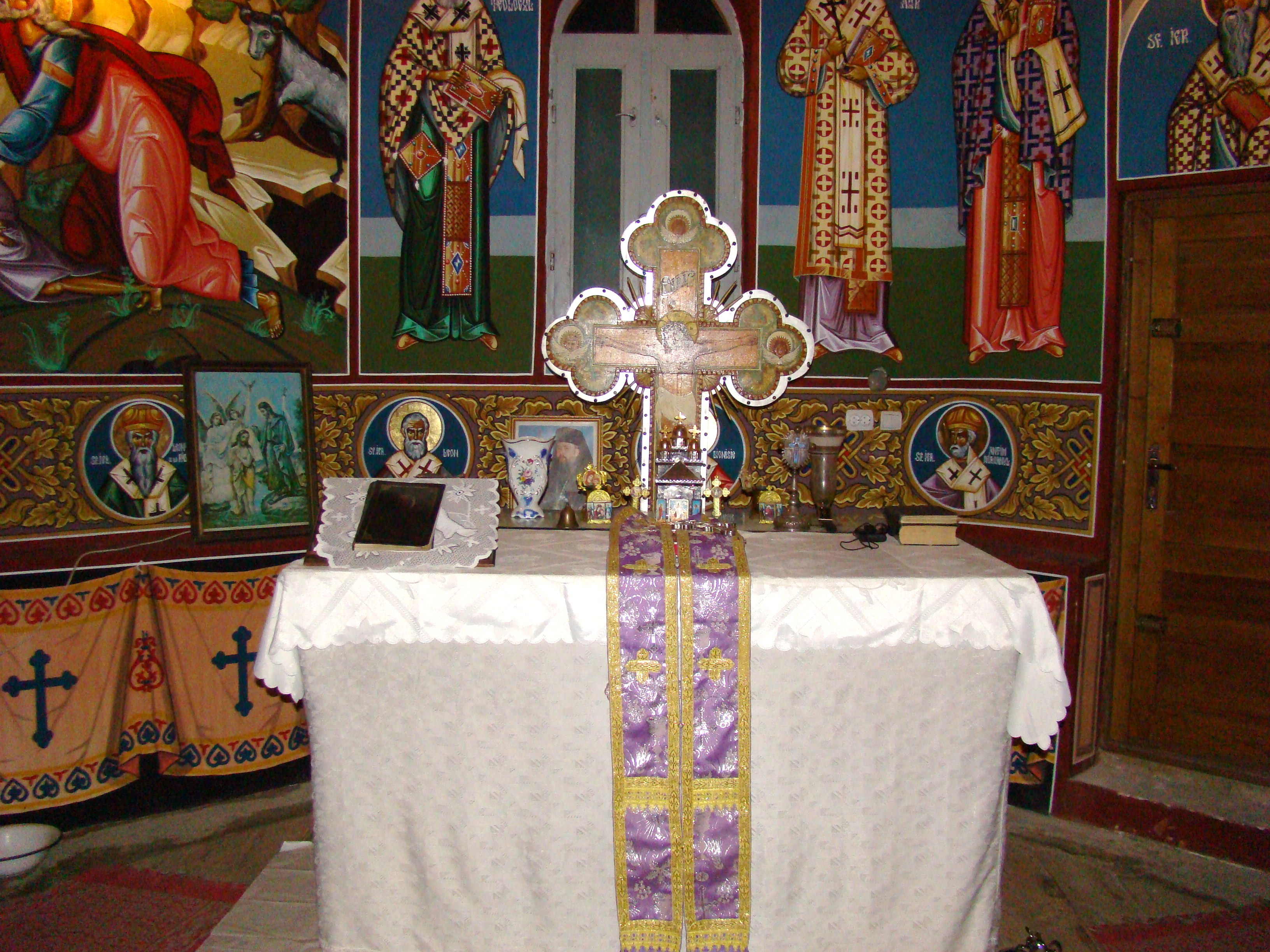
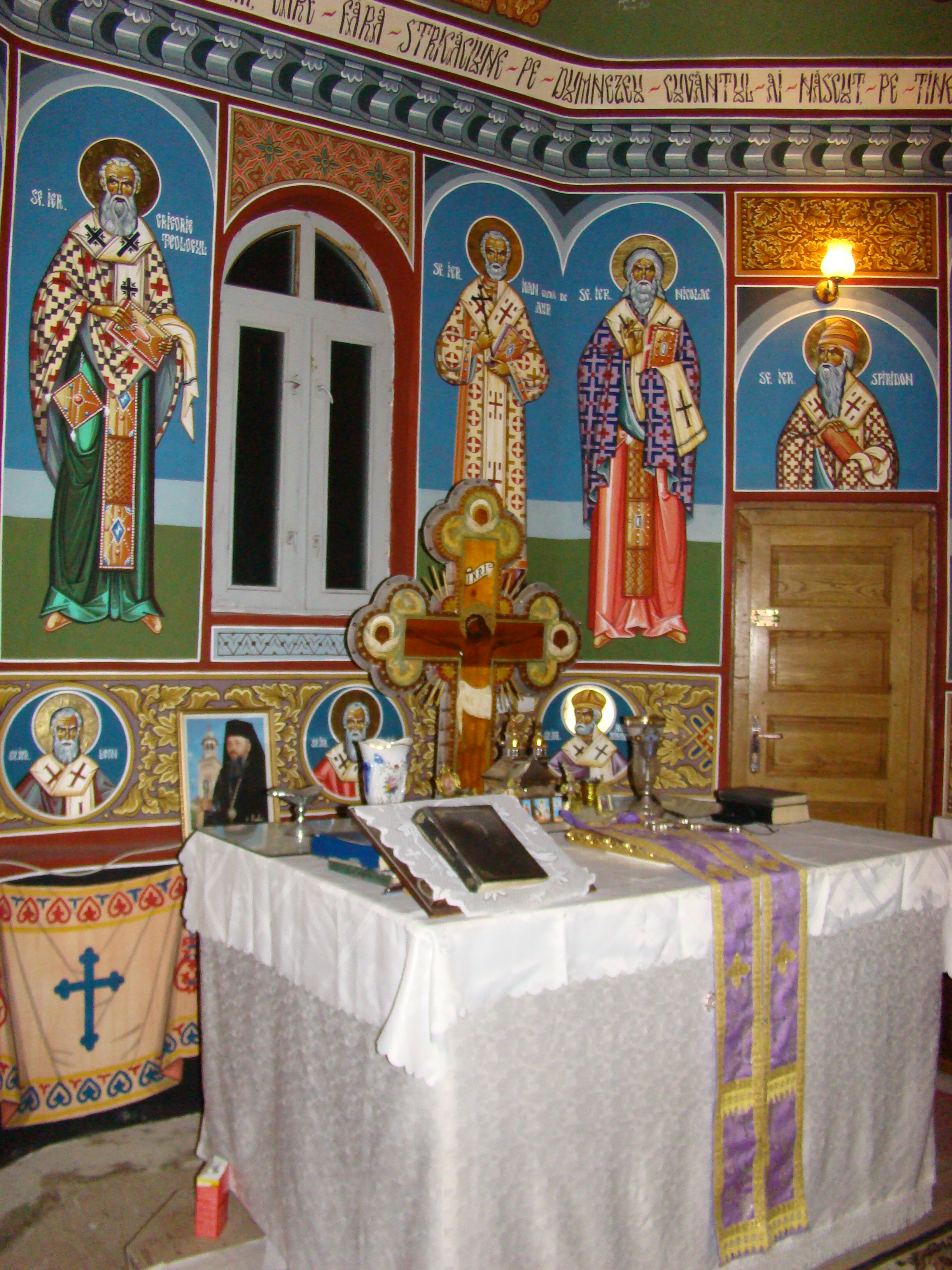
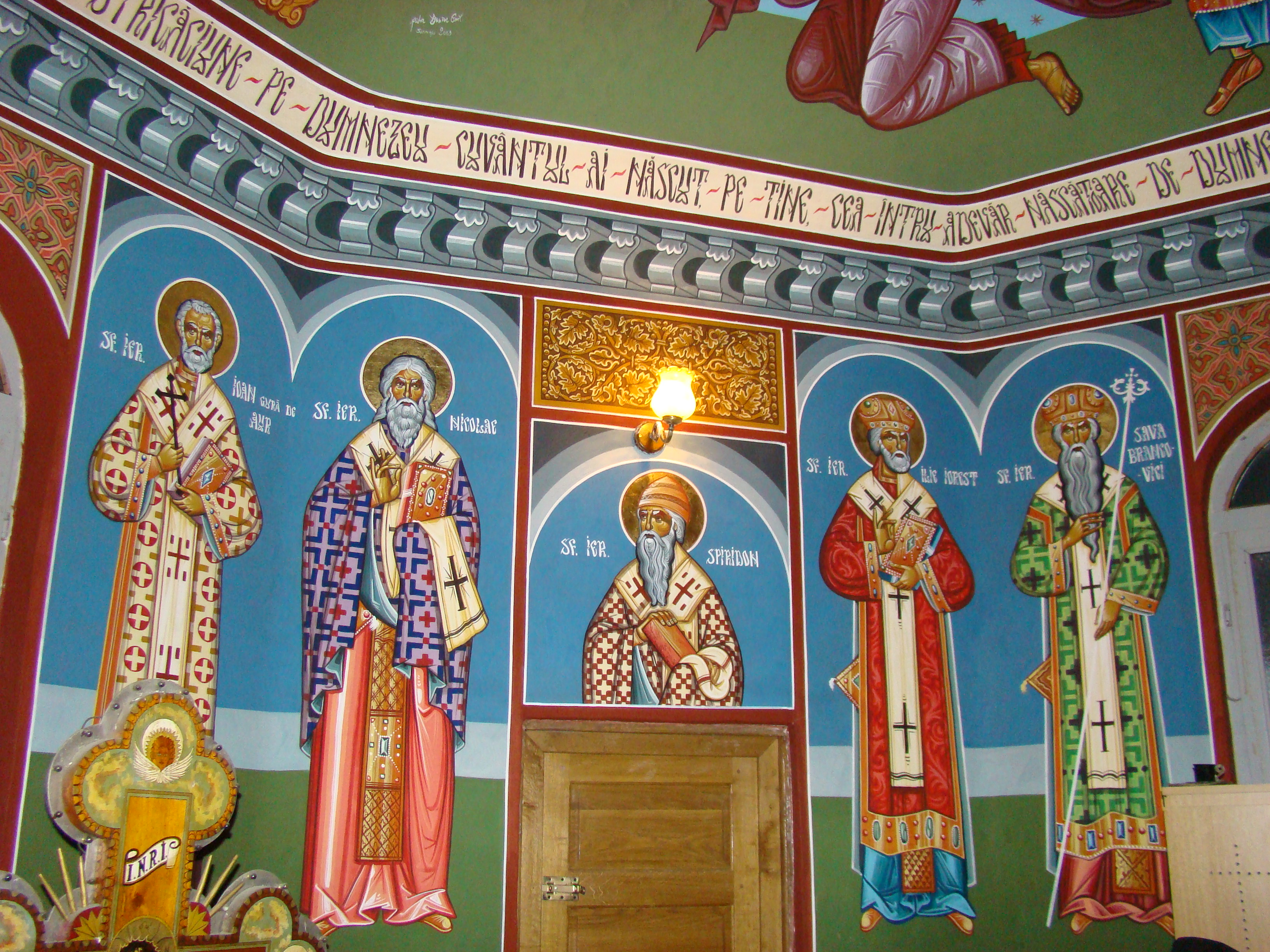
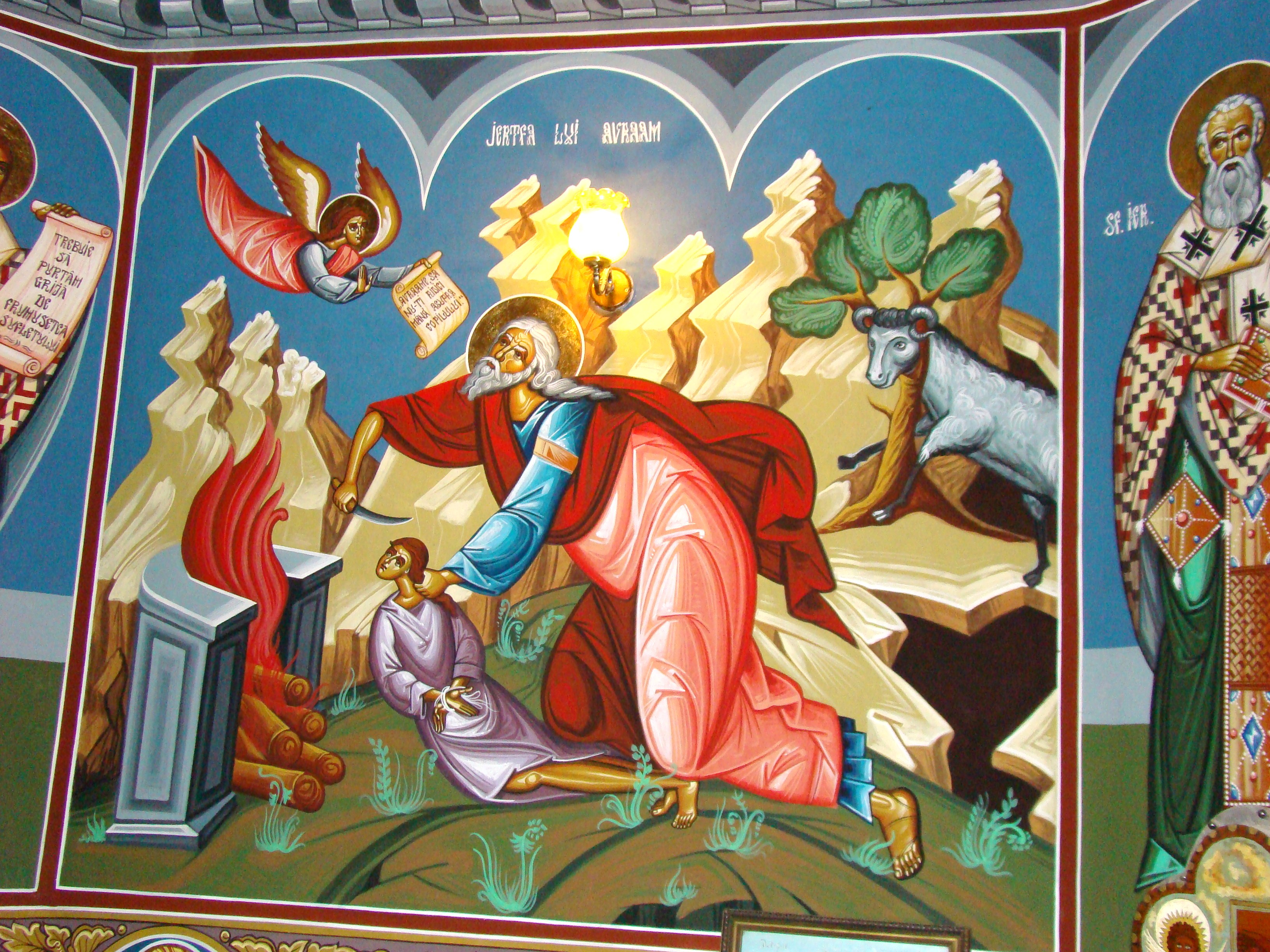
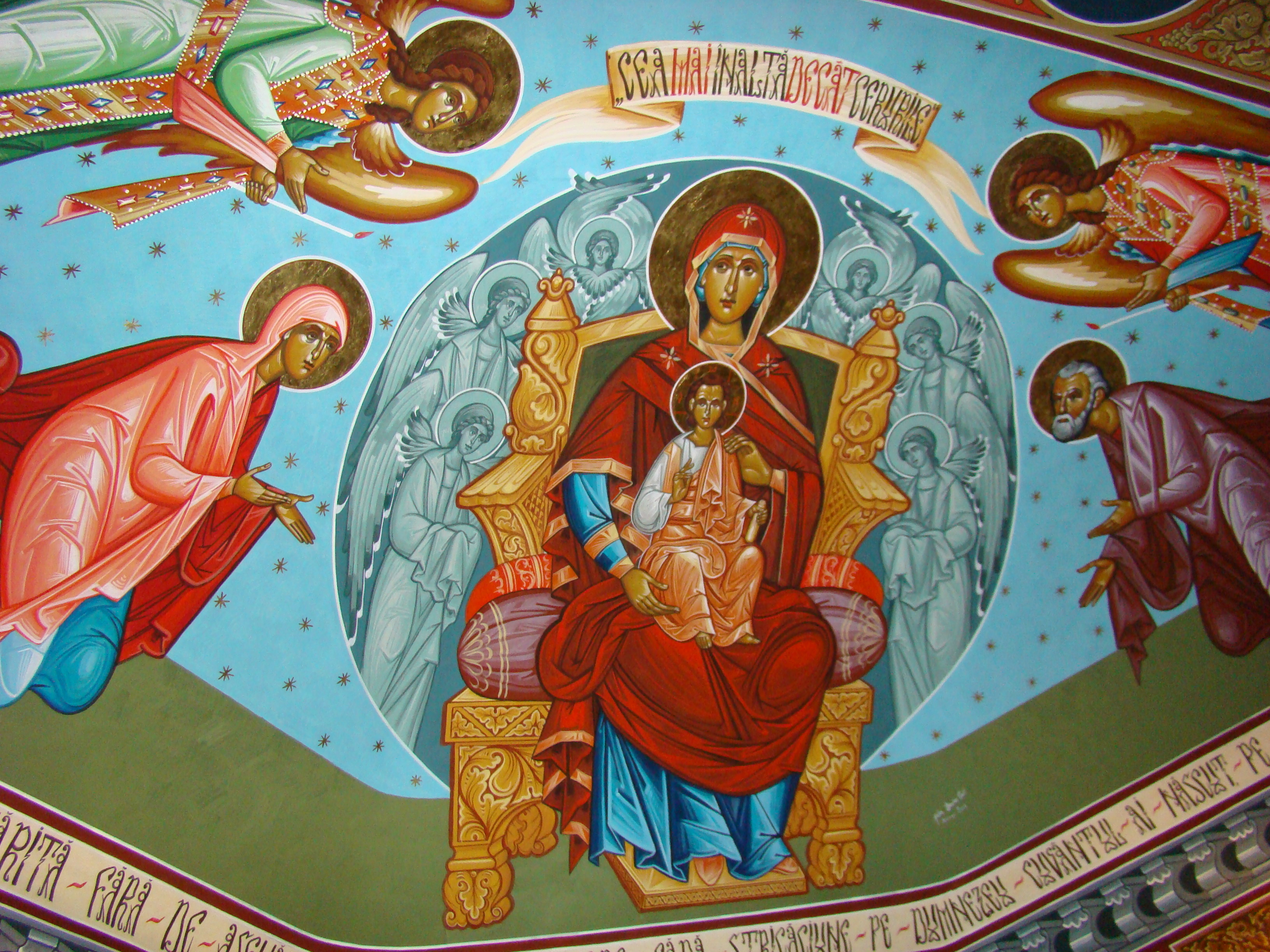
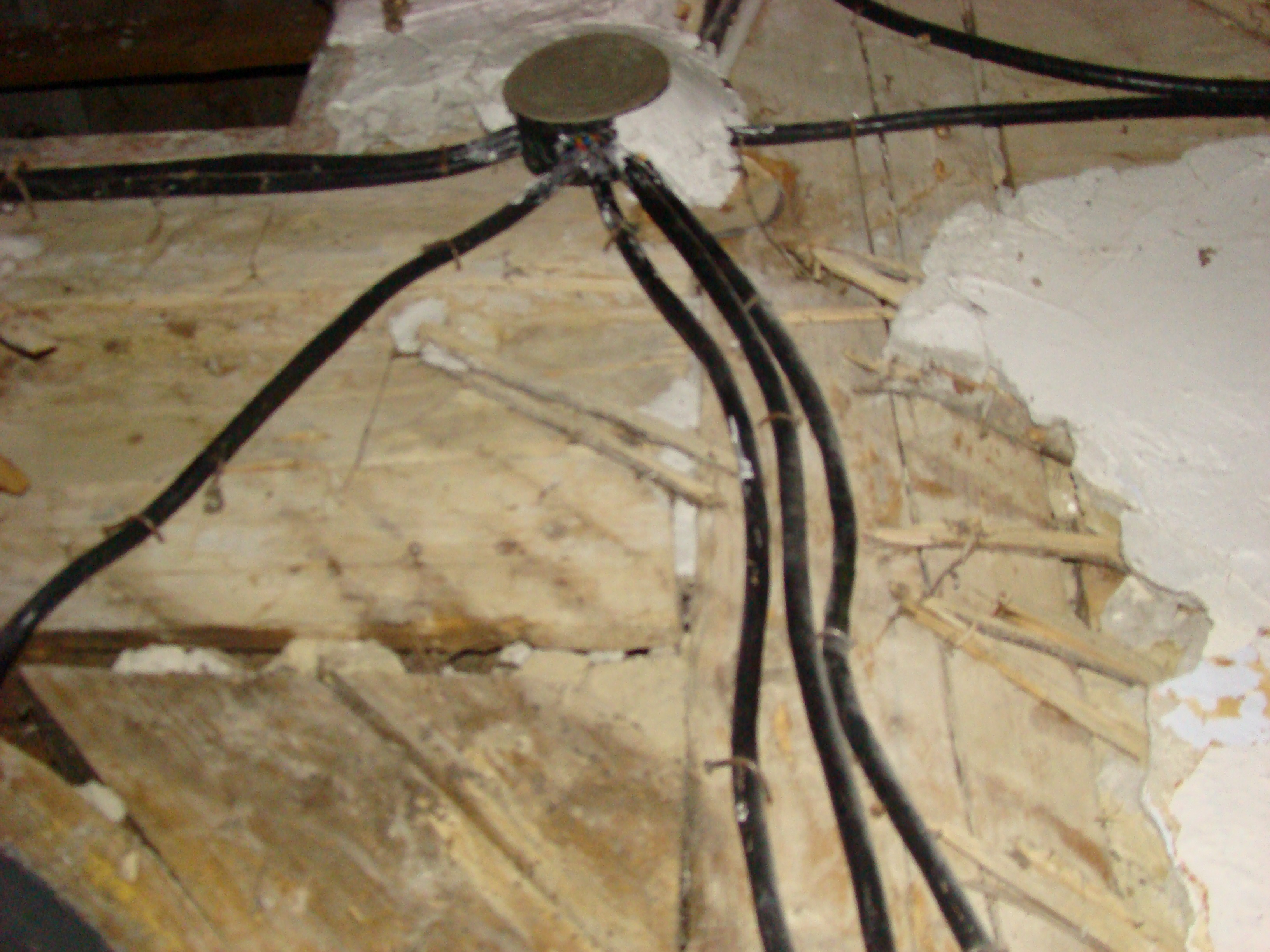
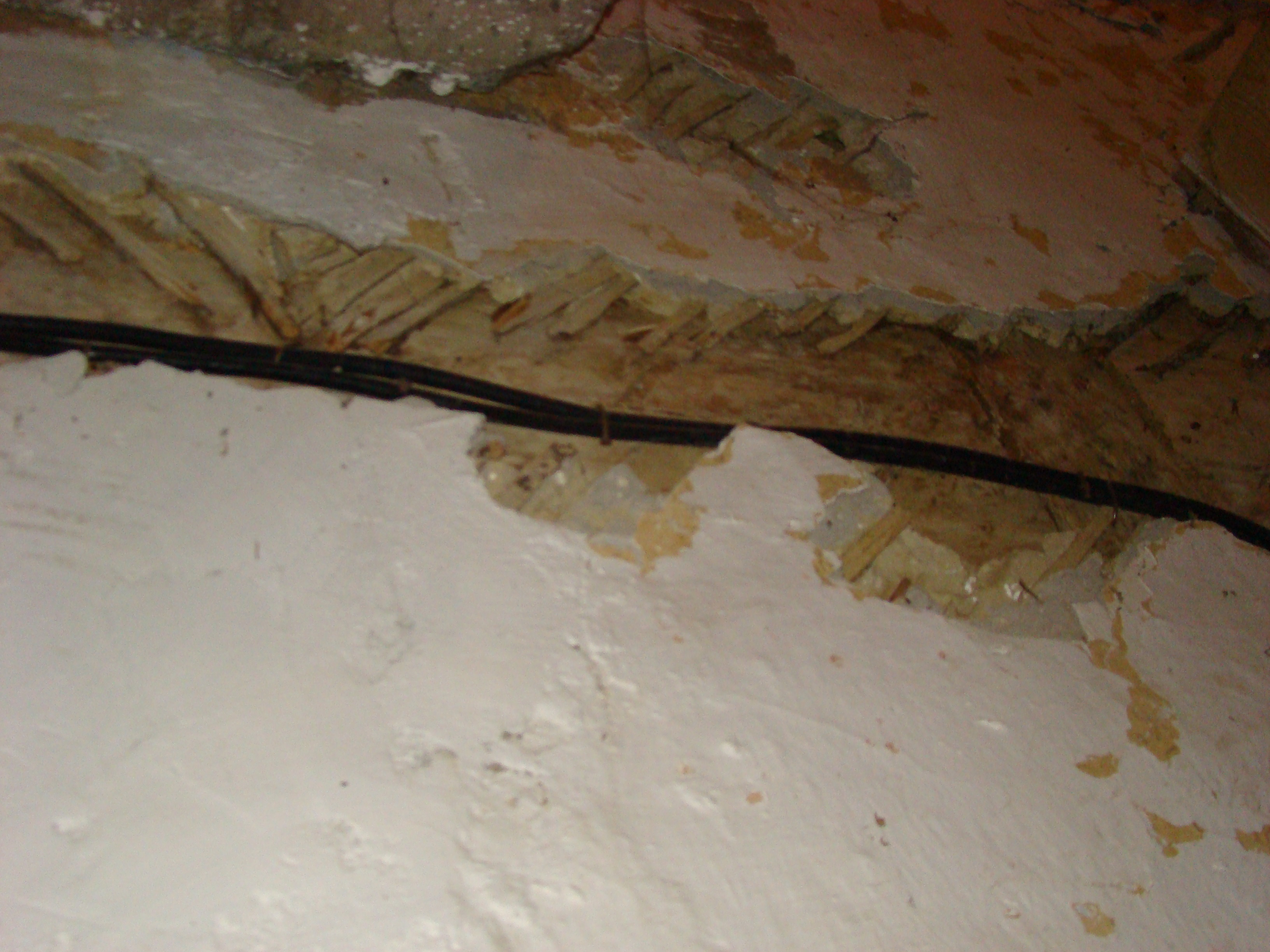